# Alpesi tacskókopó
Az  Alpesi tacskókopó (németül: Alpenländische Dachsbracke) kis termetű kutyafajta, feltehetően Ausztriában tenyésztették ki, elsősorban nyomkövetésre. A többi kopóhoz hasonlóan kiváló szaglóérzékkel rendelkezik, szívós, erős csontozatú kutyafajta, amelyet eredetileg szarvas-, vaddisznó-, nyúl- és rókavadászatra használtak. A 18. század során alakult ki, hivatalosan 1896-ban ismerték el.

## Leírás
Kis termetű, hosszú testű, apró lábú, a tacskóra hasonlító kutya. Feje elhegyesedő. Szeme világos vagy sötét gesztenyebarna, élénk kifejezésű, füle lelóg. Törzse hosszú és izmos. Mellső végtagjai kissé görbék, vastag csontozatúak, hátulsó lábai izmosak, valamivel hosszabbak, mint a mellsők. Rövid és a nyak, valamint a farok kivételével sima szőrű.
Szőrzete a testen rövid, a nyak és a faroktájon hosszú, sűrű, kemény. Színe fekete, világosbarna rajzolattal, vörösesbarna vagy aranyvörös, mellkasán fehér folt megengedett.
Marmagassága 30–35 cm, testsúlya 15–18 kg lehet. Várható élettartama 10-14 év. A nőstény egyszerre 4-6 kölyköt ellik.

## Tulajdonságai
Meglehetősen ellentmondó "egyéniség". Munka közben konok és kötekedő, családi körben szeretetre méltó és melegszívű. Félelmet nem ismerő, de barátságos és intelligens személyisége van. A gyerekekkel és a háziállatokkal szemben barátságos, de időnként előtörhet belőle a vadászösztön.

## Alkalmazása
Nyúl-, róka-, őz- és vaddisznóvadászatra kitenyésztett fajta, vadkacsavadászatra is használják. Házban, ház körül ritkán tartják.

## Kitenyésztése
A tacskókopó kitenyésztésére valamikor a 19. század közepén került sor, nagytestű kutyákat kereszteztek kopókkal. Egykor a német nemesség kedvenc kutyája volt, elsősorban kiváló szaglóérzéke miatt. Az 1880-as években Rudolf koronaherceg alpesi tacskókopók társaságában ment vadászexpedíciókra Egyiptomba és Törökországba.
A fajtát 1896-ban ismerték el hivatalosan, a Nemzetközi Kinológiai Szövetség az alpesi tacskókopót a VI. csoport (Kopók és rokon fajták) 2. szekciójába (Vérebek) sorolta be a Bajor hegyi véreb (Bayrischer Gebirgsschweisshund) és a Hannoveri véreb (Hannover'scher Schweisshund) társaságában.